# Episodi de La complicata vita di Christine (quinta stagione)
La quinta stagione della serie televisiva La complicata vita di Christine è stata trasmessa negli Stati Uniti dal 23 settembre 2009 al 12 maggio 2010 su CBS.
In Italia la stagione è andata in onda dal 27 luglio 2011 al 24 agosto 2011, in prima visione su Mya, dal lunedì al venerdì alle ore 19:00 circa. La serie è in onda per la prima volta in chiaro su Rai 2 dal 9 luglio 2012 sino al 27, per poi riprendere la programmazione regolare dei restanti episodi dal 13 agosto 2012.
| nº | Titolo originale                             | Titolo italiano              | Prima TV USA      | Prima TV Italia |
| -- | -------------------------------------------- | ---------------------------- | ----------------- | --------------- |
| 1  | Bahamian Rhapsody                            | Missione alle Bahamas        | 23 settembre 2009 | 27 luglio 2011  |
| 2  | Burning Love                                 | Amore e odio                 | 30 settembre 2009 | 28 luglio 2011  |
| 3  | The Mole                                     | Il neo                       | 7 ottobre 2009    | 29 luglio 2011  |
| 4  | For Love or Money                            | Per amore o soldi            | 14 ottobre 2009   | 1º agosto 2011  |
| 5  | Dr. Little Man                               | Il collega                   | 21 ottobre 2009   | 2 agosto 2011   |
| 6  | The Curious Case of Britney B.               | Lo strano caso di Britney B. | 4 novembre 2009   | 3 agosto 2011   |
| 7  | Nuts                                         | Sensi di colpa               | 11 novembre 2009  | 4 agosto 2011   |
| 8  | Love Means Never Having to Say You're Crazy  | Doppio appuntamento          | 18 novembre 2009  | 5 agosto 2011   |
| 9  | I Love Woo, I Hate You                       | Ti amo, ti odio              | 25 novembre 2009  | 8 agosto 2011   |
| 10 | Old Christine Meets Young Frankenstein       | Frankenstein non perdona     | 9 dicembre 2009   | 9 agosto 2011   |
| 11 | It's Beginning to Stink a Lot Like Christmas | Natale è nell'aria           | 16 dicembre 2009  | 10 agosto 2011  |
| 12 | A Whale of a Tale                            | Tanga e tongo                | 13 gennaio 2010   | 11 agosto 2011  |
| 13 | Truth or Dare                                | Verità o sfida               | 20 gennaio 2010   | 12 agosto 2011  |
| 14 | A Family Unfair                              | Concorrenza in famiglia      | 10 febbraio 2010  | 15 agosto 2011  |
| 15 | Sweet Charity                                | L'Inferno può attendere      | 3 marzo 2010      | 16 agosto 2011  |
| 16 | Somehow Subway                               | La metropolitana             | 10 marzo 2010     | 17 agosto 2011  |
| 17 | Up in the Airport                            | Vacanza in aeroporto         | 7 aprile 2010     | 18 agosto 2011  |
| 18 | Revenge Makeover                             | Il giorno della vendetta     | 14 aprile 2010    | 19 agosto 2011  |
| 19 | I Love What You Do for Me                    | Voglio cambiare vita         | 21 aprile 2010    | 22 agosto 2011  |
| 20 | Scream                                       | Un fratello è per sempre     | 5 maggio 2010     | 23 agosto 2011  |
| 21 | Get Smarter                                  | Festa a sorpresa             | 12 maggio 2010    | 24 agosto 2011  |